# 岩持静麻
岩持 静麻（いわもち しずま、1919年（大正8年）2月25日 - 2005年（平成17年）11月9日）は、日本の政治家。全国農業協同組合中央会(JA全中第六代）会長。岩手県議会議員（5期）。1989年(平成元年)勲二等旭日重光章受賞。旧姓沼倉。

## 来歴
岩手県西磐井郡萩荘村（現・一関市）に生まれる。3歳の時に父を事故で失い、以後、母は女手一つで7人の子供を育てる。1933年（昭和8年）市野々尋常高等小学校卒。1937年（昭和12年）宮城県農学校（現・宮城県農業高等学校）入学。1941年（昭和16年）同校卒業。同年官立盛岡高等農林学校（現・岩手大学農学部）入学。1943年（昭和18年）同校卒業。同年農林省（現・農林水産省）に入り、農政局農業保険課に勤務する。入省直後に陸軍に召集される。1944年（昭和19年）陸軍経理学校に入り、幹部候補生を経て、見習士官となり、南方に派遣される。1945年（昭和20年）仏印、マレーと転戦し、タイで終戦を迎え、終戦直後に主計少尉に任官し、同時に予備役となる。1946年（昭和21年）帰国。帰国後、農林省に復職するが、東京は焦土となり、物価高で暮らしにくいため、帰郷し、岩手県庁農地課に勤務する。同年岩持継子と結婚し、「岩持」に改姓する。結婚後、岩手郡御明神村（現・雫石町）の青年学校講師、同村農地委員となる。
1947年（昭和22年）御明神村議会議員に立候補し、当選、村議会議長となる。同年御明神村中学校講師となる。1951年（昭和26年）岩手県議会議員選挙に無所属で立候補するが落選。1954年（昭和29年）御明神村長選挙に立候補し当選する。翌年に雫石町と合併するまで務めた。1955年（昭和30年）岩手県議会議員選挙に日本民主党から立候補し、初当選。以来5期務める。保守合同による自由民主党結党後は岩手県支部連合会幹事長、総務会長、政務調査会長の三役を歴任した。
その一方、1948年（昭和23年）御明神農業協同組合理事組合長、1951年（昭和26年）盛岡地方農業協議会会長、1958年（昭和33年）岩手県農業協同組合中央会副会長、1969年（昭和44年）岩手県農業協同組合中央会会長、同年全国農業協同組合中央会理事、1974年（昭和49年）同副会長、同年雫石町農業協同組合組合長理事。1975年（昭和50年）(株)岩手畜産流通センター取締役社長、岩手県農協共済福祉事業(株)取締役会長、(株)インテルナもりおか取締役会長。1976年（昭和51年）岩手県農業信用基金協会会長、岩手県管理基金審議会会長、社団法人岩手県園芸協会会長、東北くみあい飼料(株)取締役社長、1978年（昭和53年）岩手県農業協同組合中央会、岩手県信用農業協同組合連合会、岩手県経済農業協同組合連合会、岩手県共済農業協同組合連合会各会長。1981年（昭和56年）全国農業協同組合中央会会長。1987年（昭和62年）クミアイ醤油取締役社長、全国農協中央会顧問。1988年（昭和63年）盛岡新渡戸会会長、(株)岩手畜産流通センター代表取締役社長、岩手県農業会議会長。1989年（平成元年）岩手チキンフーズ代表取締役会長。1992年（平成4年）北東北くみあい飼料取締役会長。1994年（平成6年）（財）新渡戸基金理事長。1997年（平成9年）新岩手農業協同組合理事長となった。

## 栄典
- 1987年 - 岩手県勢功労者、岩手日報文化賞
- 1989年 - 勲二等旭日重光章